# 別有天詩社
別有天詩社，是澳門的非牟利文學組織，前身為網絡詩社，於2002年9月11日由詩人邢悅、賀綾聲、眉間尺、甘草等人一起創辦，是澳門第一個網絡文學組織。當時，別有天詩社為各地熱愛詩歌的人提供發表作品及討論的平臺，並於網絡論壇建設專頁讓詩友發表及討論作品 ，2009年經歷論壇不穩定後自設網址論壇運行，並於2010年初隨著Facebook普及轉移至Facebook上。
2014年3月5日，詩社在澳門成立實體社團。該社旨在鼓勵以及培育澳門本土現代詩歌及文學創作者，同時提供與各地詩壇交流的機會。詩社成立後，一直致力於推動澳門詩歌發展，更自資出版了不少詩歌刊物以及舉辦多場詩歌朗頌和展覽等各類活動。近年，隨著社交媒體發展，網絡論壇息微，其將重心逐漸移至新媒體，轉而在Facebook及微信等平臺發布澳門詩歌的相關資訊。2023年，舉辦第一屆「別有天詩獎」。

## 別有天詩社簡介
二零零二年九月十一日，別有天詩社在網路成立。那天，某位魔術師站在河堤，把白色的碎片灑入河中。
於是有人撿起它們，拼出一隻綿羊。
綿羊作了很多個夢，其中牠夢見這個世界某些角落有一群人，他們有時沉默，有時多言，像煙花爆裂而後倏然寂寞。
並自由自在地，交談、寫詩，溫柔而歡愉。

## 成員
詩社成員遍布兩岸四地，但成員以澳門詩人為主，現任及過往成員包括眉間尺、觀雲、賀綾聲、陸奧雷、甘草、盧傑樺、邢悅、手勢、Pladolf、若斯諾·孟、Nihil、文風、大端黑螢（譚俊瑩）、煞克、海芸、S（十蘭）、洛書（黃燕燕）、雪堇（劉素卿）、 祁紫 、小房、幽子、鳴弦、陳家朗、甘遠來、鄺子洋等人。

## 出版刊物
該詩社曾協助印刷出版《彩繪集》、《迷路人的字母》、《純粹· 我們》等詩合集，同時亦會為本地詩人籌備個人詩集並自資出版。

## 主要活動

### 讀詩會
該詩社在網絡時代便曾於港澳與詩歌同好舉辦數場無名讀詩會，並於實體成立後持續於澳門當地舉辦各種詩歌朗讀活動：
| 年份 | 讀詩會主題                            | 地點                       |
| ---- | ------------------------------------- | -------------------------- |
| 2008 | 我們都愛詩                            | 澳門边度有書               |
| 2009 | 別有天讀詩會                          | 香港素苗                   |
| 2010 | 迷路人的字母                          | 澳門瘋堂十號               |
| 2012 | 詩意的窩居                            | 澳門瘋堂十號               |
| 2014 | 放風的季節                            | 澳門黃營均圖書館           |
| 2014 | 「尋·重·覓」                          | 澳門黃營均圖書館           |
| 2016 | 邊度有詩·密召                         | 澳門边度有書               |
| 2019 | 母親的梔子花                          | 澳門瘋堂十號               |
| 2019 | 純粹 我們                             | 澳門大學圖書館閱讀花園     |
| 2019 | 言說與沉默-香港國際詩歌之夜（澳門站） | 澳門東方基金會             |
| 2020 | 雪泥鴻爪                              | 澳門瘋堂十號               |
| 2021 | 請翻到下一頁                          | 澳門卑第圍1號地下 At Light |
| 2021 | 寄語海風                              | 澳門鄭家大屋               |
| 2022 | 重遇的規矩                            | 澳門連勝街47號             |
| 2024 | 詩人舞會                              | 澳門边度有書               |
| 2024 | 首屆別有天詩人節                      | 澳門戲偶館                 |
| 2025 | 愛，在不確定的時代                    | Butter Room                |

### 展覽、分享會及其他活動
| 年份      | 活動名稱 | 地點                                         |
| --------- | --- | -------------------------------------------- |
| 2012      | 「詩意的窩居」展覽 | 澳門瘋堂十號                                 |
| 2014      | 「小孩童大世界」聲音徵件比賽                                                                                             | 澳門下環街圖書館                             |
| 2014      | 「更遠的島嶼」詩歌跨媒體作品展暨創作分享會                                                                               | 氹仔黃營均圖書館                             |
| 2015      | 遺城詩路「飲水·詩·緣」綜合導覽之旅                                                                                       | 亞婆井前地至何東圖書館                       |
| 2016      | 賭國風雪-澳門與台灣詩人對談                                                                                              | 台北世貿中心展覽一館                         |
| 2016      | 夢遠詩近·別有天詩人之夜                                                                                                  | 澳門边度有音樂                               |
| 2016      | 從網絡詩社到自資出版講座                                                                                                 | 澳門边度有書                                 |
| 2017      | 澳門台北雙城對談：教國文的詩人，華文新詩教與寫                                                                           | 台北世界貿易中心展覽一館                     |
| 2017      | 飛想澳門——澳門青年詩人作品朗誦會                                                                                         | 澳門何東圖書館                               |
| 2017      | 「愛情拼圖」別有天詩人分享會                                                                                             | 澳門塔石體育館                               |
| 2017      | 小城的回聲-別有天詩文展                                                                                                  | 澳門文藝門                                   |
| 2017      | 遺城詩路「遊園鏡夢」綜合藝術演出                                                                                         | 澳門大三巴牌坊                               |
| 2019      | 第八屆「雋文不朽」澳門文學節朗誦會                                                                                       | 澳門藝術花園                                 |
| 2019      | 第八屆「雋文不朽」澳門文學節講座 - 邊緣的強音—澳門現當代漢語詩主體性發展的歷程與反思 - 詩歌集的出版 - 詩歌書寫中的微歷史 | 澳門海事工房2號 澳門葡文書局 澳門海事工房1號 |
| 2019      | 「和你交換閱讀一本詩集」分享會                                                                                           | 澳門塔石體育館                               |
| 2019      | 蓮花衛視節目《讀澳門》錄製朗讀會                                                                                         | 澳門思源教育中心                             |
| 2019      | 「香港國際詩歌之夜」十週年澳門站活動 - 「詩歌共和國」座談會 - 「兩種聲音的對話」座談會                                   | 澳門大學人文學院黑盒劇場 澳門边度有書        |
| 2020      | 親子閱讀講座：閱讀養成術                                                                                                 | 澳門理工學院體育館                           |
| 2020      | 第九屆「雋文不朽」澳門文學節活動詩歌朗頌會及 《讀詩札記》新書發佈會                                                      | 澳門海事工房2號                              |
| 2020      | 寫作的障礙講座 | 澳門塔石體育館                               |
| 2021      | 《純粹．我們》別有天新書發佈會                                                                                           | 澳門星光書店（理工店）                       |
| 2021      | 我城書寫——詩鏡洞天詩評活動                                                                                               | 網上會議                                     |
| 2021      | 詩念中的城市——《思．念城》新書發佈會                                                                                     | 澳門塔石體育館                               |
| 2021      | 「寫書的動力」新書發行講座                                                                                               | 澳門塔石體育館                               |
| 2021      | 第十屆「雋文不朽」澳門文學節活動《思．念城》講座及詩歌朗誦會                                                             | 澳門東方基金會會址                           |
| 2021      | 「兒童寫作的療癒能力」工作坊                                                                                             | 澳門東方基金會會址                           |
| 2022      | 「律動。海岸線」社區創作展覽                                                                                             | 澳門東方基金會會址                           |
| 2023-2024 | 別有天詩獎——第一屆全澳門中學生、大專生詩歌獎                                                                             | 澳門文學館                                   |
| 2024      | 「不可逆轉的AI詩代」分享會                                                                                               | 澳門塔石體育館                               |
| 2024      | 第十三屆「雋文不朽」澳門文學節活動「從女性寫作到自我肯定」講座及文學作品誦讀會                                           | 澳門東方基金會會址                           |

### 別有天詩獎
別有天詩社於2023年11月宣布舉辦「別有天詩獎——第一屆全澳門中學生、大專生詩歌獎」，旨在推動學生的詩歌創作。第一屆別有天詩獎分為中學生、大專生兩個類別，徵文對象為澳門居民或者在澳門就讀的學生。該屆別有天詩獎更邀請到黃禮孩、小書、汪劍釗、宋子江等著名詩人作評審，最終收獲約四百二十份參賽詩作。

#### 歷年得獎作品

##### 第一屆（2023-2024）[41]

###### 中學組
| 獎項 | 作者   | 詩歌名稱           | 所屬院校             |
| ---- | ------ | ------------------ | -------------------- |
| 冠軍 | 張嘉培 | 〈安眠曲〉         | 新華學校             |
| 亞軍 | 區丞竣 | 〈雨的一萬條裂縫〉 | 培正中學             |
| 季軍 | 朱嘉怡 | 〈尾站〉           | 聖若瑟教區中學第三校 |

###### 大專組
| 獎項 | 作者   | 詩歌名稱     | 所屬院校     |
| ---- | ------ | ------------ | ------------ |
| 冠軍 | 陳浩賢 | 〈戈爾孔達〉 | 澳門大學     |
| 亞軍 | 馮煜   | 〈夢鏡〉     | 澳門城市大學 |
| 季軍 | 林霖   | 〈默劇〉     | 澳門大學     |

## 外部連結
- 官方网站